# Anson Mount
Anson Adams Mount IV (ur. 25 lutego 1973 w White Bluff) – amerykański aktor i producent filmowy, nominowany do Teen Choice Awards za występ w filmie Crossroads – dogonić marzenia.

## Życiorys

### Wczesne lata
Urodził się w White Bluff w stanie Tennessee jako jedyne dziecko Ansona Adamsa Mounta III, redaktora sportowego Playboya, i Nancy Smith, profesjonalnej golfistki. Wychowywał się ze starszym bratem Ansonem Adamsem III oraz dwiema siostrami – Kristin i Elizabeth, z pierwszego małżeństwa ojca. Jego pra-pra-pra dziadek był pułkownikiem kawalerii konfederatów w wojnie secesyjnej.
Po ukończeniu Dickson County High School w Dickson (1991) i Uniwersytetu Południa (1995), w latach 1995–1998 studiował na Uniwersytecie Columbia uzyskując tytuł magistra sztuki programu aktorskiego (Master of Fine Arts). Uczęszczał także do Michael Howard Studios w Nowym Jorku. Był członkiem bractwa studenckiego o nazwie Lambda Chi Alpha.

### Kariera
Debiutował w sztuce Twelve Angry Men wraz z przyjaciółmi – Juanem i Pedro. W czasie licealnej edukacji odegrał jeszcze role w dwóch kolejnych sztukach: The Death and Life of Sneaky Fitch i Harvey w roli tytułowej.
W 1998 roku wystąpił w przedstawieniach: Iachimo and Jupiter jako Cymbeline w nowojorskim Public Theatre przy Delacorte Theatre, The Caucasian Chalk Circle w nowojorskim La MaMa E.T.C. oraz kontrowersyjnej sztuce Terrence McNally Corpus Christi w roli Joshuy, młodego geja, który reprezentuje Jezusa Chrystusa we współczesnych czasach w Manhattan Theatre Club Stage I, City Center. Sztuka spotkała się z silnym atakiem ugrupowań religijnych. W 2002 zagrał w spektaklu Fotograf (Photographer) jako Elle w Zipper Theatre.
W roku 1999 trafił na mały ekran w odcinkach popularnych seriali stacji Fox Broadcasting Company Ally McBeal i HBO Seks w wielkim mieście (Sex and the City). Rok później zadebiutował na ekranach światowych kin, występując w trzech kasowych filmach kinowych: w thrillerze kryminalnym Ryzyko (Boiler Room) z Vinem Dieselem i Benem Affleckiem, dramacie Tully (Truth About Tully) i horrorze Ulice strachu 2: Ostatnia odsłona (Urban Legends: Final Cut) oraz pojawił się w roli doktora Montville’a w pięciu odcinkach nowojorskiego serialu Brygada ratunkowa (Third Watch).
W 2002 roku dostał rolę Dave’a Simona w filmie Dochodzenie (City by the Sea), w którym wystąpił u boku Roberta De Niro. Tego samego roku otrzymał kolejną ważną propozycję – miał wcielić się w główną postać męską w filmie, którego gwiazdą była wokalistka pop Britney Spears. Była to komedia młodzieżowa Crossroads – dogonić marzenia, a za swoje role zarówno Spears, jak i Mount zostali wyróżnieni nominacją do antynagrody Złotej Maliny jako najgorszy ekranowy duet, a określono go mianem „Jakkolwiek brzmi jego imię”. Jednak film cieszył się frekwencją w kinach i przysporzył Mountowi pokaźniejszą liczbę fanów. W 2006 roku aktor wcielił się w postać Jima Steele’a w trzynastu odcinkach popularnego serialu tv Wyrok (Conviction), a rok wcześniej wystąpił w jednej z głównych ról w dramacie obyczajowym Siostry (In Her Shoes). W 2008 roku Mount zaangażował się w produkcję filmu Cook County, w którym również wystąpił w głównej roli.
W 2006 powstał film dokumentalny Anson Mount: Conviction.

## Filmografia
| #   | Tytuł oryginalny                                                          | Tytuł polski                      | Rok       | Rola                    | Uwagi                                                   | Miejsce emisji               |
| 1.  | Ally McBeal (odc. Civil War)                                              | Ally McBeal                       | 1999      | Kevin Wah               | występ gościnny w serialu telewizyjnym; debiut aktorski | FOX (TV)                     |
| 2.  | Sex and the City (odc. Twenty-Something Girls vs. Thirty-Something Women) | Seks w wielkim mieście            | 1999      | Greg                    | występ gościnny w serialu telewizyjnym                  | HBO (TV)                     |
| 3.  | Boiler Room                                                               | Ryzyko                            | 2000      | Makler                  | rola epizodyczna                                        | film kinowy                  |
| 4.  | Truth About Tully                                                         | Tully                             | 2000      | Tully Coates Jr.        | rola tytułowa                                           | film kinowy                  |
| 5.  | Urban Legends: Final Cut                                                  | Ulice strachu 2: Ostatnia odsłona | 2000      | Toby Belcher            | rola drugoplanowa                                       | film kinowy                  |
| 6.  | Third Watch                                                               | Brygada ratunkowa                 | 2000–2001 | Dr. Montville           | 5 odcinków                                              | NBC (TV)                     |
| 7.  | Crossroads                                                                | Crossroads – Dogonić marzenia     | 2002      | Ben Kimble              | rola główna                                             | film kinowy                  |
| 8.  | Poolhall Junkies                                                          | –                                 | 2002      | Chris                   | rola drugoplanowa                                       | film kinowy                  |
| 9.  | City by the Sea                                                           | Dochodzenie                       | 2002      | Dave Simon              | rola drugoplanowa                                       | film kinowy                  |
| 10. | Smallville (odc. Precipice)                                               | Tajemnice Smallville              | 2003      | Paul Hayden             | występ gościnny w serialu telewizyjnym                  | The CW (TV)                  |
| 11. | The Battle of Shaker Heights                                              | –                                 | 2003      | Miner Weber             | rola drugoplanowa                                       | film kinowy                  |
| 12. | The Warrior Class                                                         | –                                 | 2004      | Alec Brno               | rola główna                                             | film kinowy                  |
| 13. | CSI: Miami (odc. Not Landing)                                             | CSI: Kryminalne zagadki Miami     | 2004      | Tony Macken             | występ gościnny w serialu telewizyjnym                  | CBS (TV)                     |
| 14. | Line on Fire                                                              | –                                 | 2003-2004 | Roy Ravelle             | 13 odcinków                                             | ABC (TV)                     |
| 15. | The Mountain                                                              | –                                 | 2004–2005 | Will Carver             | 13 odcinków                                             | WB (TV)                      |
| 16. | In Her Shoes                                                              | Siostry                           | 2005      | Todd                    | rola główna                                             | film kinowy                  |
| 17. | Lost (odc. Man of Science, Man of Faith)                                  | Zagubieni                         | 2005      | Kevin                   | występ gościnny w serialu telewizyjnym                  | ABC (TV)                     |
| 18. | Conviction                                                                | Wyrok                             | 2006      | Jim Steele              | 13 odcinków                                             | NBC (TV)                     |
| 19. | Hood of Horror                                                            | Piekielne sąsiedztwo              | 2006      | Tex Jr.                 | rola drugoplanowa                                       | film kinowy                  |
| 20. | All the Boys Love Mandy Lane                                              | Wszyscy kochają Mandy Lane        | 2006      | Garth                   | rola główna                                             | film kinowy                  |
| 21. | The Cure                                                                  | –                                 | 2007      | Darren Elliot           | rola drugoplanowa                                       | film telewizyjny             |
| 22. | Walk the Talk                                                             | –                                 | 2007      | Larry                   | rola drugoplanowa                                       | film kinowy; film niezależny |
| 23. | Law & Order (odc. Church)                                                 | Prawo i porządek                  | 2007      | Reverend James Sterling | występ gościnny w serialu telewizyjnym                  | NBC (TV)                     |
| 24. | Privacy Policy                                                            | –                                 | 2007      | Detektyw Barry          | rola główna                                             | film krótkometrażowy         |
| 25. | The Two Mr. Kissels                                                       | –                                 | 2008      | Robert Kissel           | rola drugoplanowa                                       | film telewizyjny             |
| 26. | In Stereo                                                                 | –                                 | 2009      | David                   | rola główna; producent filmu                            | film krótkometrażowy         |
| 27. | Dollhouse                                                                 | –                                 | 2009      | Vitas                   | występ gościnny w serialu telewizyjnym                  | FOX                          |
| 28. | Cook County                                                               | –                                 | 2009      | Bump                    | rola główna; producent filmu                            | film kinowy                  |
| 29. | Burning Palms                                                             | –                                 | 2010      | Tom                     | rola drugoplanowa                                       | film kinowy                  |
| 30. | Last Night                                                                | Zeszłej nocy                      | 2010      | Neal                    | rola drugoplanowa                                       | film kinowy                  |
| 31. | Hick                                                                      | –                                 | 2011      | Nick                    | rola drugoplanowa                                       | film kinowy                  |
| 32. | Nędzne psy (Straw Dogs)                                                   | –                                 | 2011      | trener Stan Milkens     | rola drugoplanowa                                       | film kinowy                  |
| 33. | Hell on Wheels                                                            | –                                 | 2011-2012 | Cullen Bohannan         | rola główna w serialu telewizyjnym                      | AMC/Sundance Channel         |
| 34. | Protektor (Safe)                                                          | –                                 | 2012      | Alex Rosen              | rola drugoplanowa                                       | film kinowy                  |
| 35. | Code Name: Geronimo                                                       | –                                 | 2013      | –                       | rola główna                                             | film kinowy                  |